# Anna Dallakjan
Anna Dallakjan (armenisch Աննա Դալլաքյան, * 30. August 2001 in Armenien) ist eine armenische Fußballspielerin.

## Karriere

### Verein
Zwischen 2014 und 2017 spielte Dallakjan für den Verein Vanadzor-JE. Derzeit ist sie für den Verein FC Hayasa aktiv.

### Nationalmannschaft
Von 2017 bis 2018 spielte sie für Armenien U19. Seit 2020 spielt sie für die Armenische Fußballnationalmannschaft der Frauen als Stürmer. Sie debütierte 
am 4. März 2020 bei einem Freundschaftsspiel gegen Litauen. Bisher absolvierte sie 1 Länderspiel.